# Catawban
Catawban (Eastern Siouan), skupina Siouanskih jezika i plemena nekada raširena po istočnim predjelima današnjeg SAD-a uz atlantsku obalu i zaleđe saveznih država Virginia, i Sjeverna i Južna Karolina. Istočni Siouanski narodi prema W. J. McGeeju, sastoje se od nekoliko ogranaka čija su plemena često bila vezana u labave plemenske saveze, konfederacije. Kulturno su pripadali Jugoistočnim Indijancima, uključujući ratarstvo, lov i ribolov. Sela su im pretežno zbog napada Iroquoian plemena kao što su Irokezi i Susquehanna, bila opasana i zaštićena palisadama. Veoma su rano nestali, negdje sredinom 17.-tog pa do ranog 18.-tog stoljeća. Glavno preživjelo pleme, Catawba, asimiliralo je više manjih lokalnih plemena, među kojima se u suvremeno doba nanovo okupljaju preživjeli pripadnici koji vuku stara plemenska porijekla i organiziraju i formiraju u nove plemenske zajednice koje od matičnih država i vlade SAD.-a zahtijevaju državna ili federalna priznanja.
McGee Istočnosiouanska plemena dijeli na sljedeće konfederacije i ogranke: 
1. Konfederacija Monacan s plemenima: Mahoc ili Mahock, Meipontsky, Monacan, Nuntaneuck ili Nuntaly i Mohetan ili Moneton.
2. Skupina Tutelo, uključujući plemena: Tutelo, Saponi i Occaneechi.
3. Konfederacija Manahoac s plemenima: Hassinunga, Manahoac, Ontponea, Shackaconia,  Stegaraki, Tegninateo i Whonkentia.
4. Skupina Catawba s plemenima: Adshusheer, Cape Fear, Catawba, Congaree, Eno, Santee, Sewee, Shakori, Sissipahaw, Sugeree, Warrennuncock, Wateree, Waxhaw i Woccon.
5. Skupina Sara ili Cheraw s plemenima: Keyauwee i Saraw (Sara Cheraw).
6. Skupina Pedee, s plemenima: Backhook, Hook, Pedee, Waccamaw i Winyaw.[1]

Do suvremenog vremena nije preživio nijedan jezik skupine Catawban.

## Vanjske poveznice
- Ethnologue (14th)
- Ethnologue (15th)

Ethnologue (16th)
- The Siouan Tribes of the East, By James Mooney